# Coupe Spengler 1950
Navigation
Édition précédente Édition suivante
La Coupe Spengler 1950 est la 25e édition de la Coupe Spengler. Elle se déroule en décembre 1950 à Davos, en Suisse.

## Règlement du tournoi
Les équipes sont regroupés au sein d'un seul groupe. Les équipes jouent un match contre chacune des autres équipes. Le premier de la poule est déclaré vainqueur de la Coupe Spengler.

## Résultats des matchs et classement
| Clt   | Équipe                  | PJ | V | D | N | BP | BC | Pts |
| ----- | ----------------------- | -- | - | - | - | -- | -- | --- |
| +001, | Diavoli Rossoneri Milan | 4  | 4 | 0 | 0 | 22 | 7  | 8   |
| +002, | AIK IF                  | 4  | 3 | 1 | 0 | 28 | 16 | 6   |
| +003, | EV Füssen               | 4  | 2 | 2 | 0 | 16 | 28 | 4   |
| +004, | HC Davos                | 4  | 1 | 3 | 0 | 17 | 20 | 2   |
| +005, | Lausanne HC             | 4  | 0 | 4 | 0 | 9  | 21 | 0   |

- Vainqueur de la compétition

|  | Lausanne HC | 3-5 (0-1, 0-0, 3-4) | HC Davos |  |

|  | Lausanne HC | 2-7 (0-1, 2-3, 0-3) | EV Füssen |  |

|  | HC Davos | 5-8 (3-4, 0-1, 2-3) | AIK IF |  |

|  | Diavoli Rossoneri Milan | 9-1 (3-1, 3-0, 3-0) | EV Füssen |  |

|  | HC Davos | 5-6 (2-1, 0-3, 3-2) | EV Füssen |  |

|  | AIK IF | 3-6 (3-3, 0-2, 0-1) | Diavoli Rossoneri Milan |  |

|  | Lausanne HC | 1-4 (0-0, 1-3, 0-1) | Diavoli Rossoneri Milan |  |

|  | AIK IF | 12-2 (3-0, 5-1, 4-1) | EV Füssen |  |

|  | Lausanne HC | 3-5 (1-2, 0-0, 2-3) | AIK IF |  |

|  | Diavoli Rossoneri Milan | 3-2 (1-0, 1-2, 1-0) | HC Davos |  |